# Rungwa (Itigi)
Rungwa ist ein Verwaltungsbezirk (englisch Ward) des Distrikts Itigi in der tansanischen Region Singida.

## Geografie
Rungwa ist ein Bezirk im nördlichen Zentralteil von Tansania etwa 200 Kilometer Luftlinie südwestlich der Hauptstadt Dodoma. Der einzige größere Ort heißt Rungwa, dieser liegt an der westlichen Grenze des Bezirks. Bei der Volkszählung 2022 lebten 9669 Menschen in 1646 Haushalten auf einer Fläche von 323 Quadratkilometern.
Rungwa hat ein lokales Steppenklima, BSh nach der effektiven Klimaklassifikation. Die jährlichen Niederschläge von durchschnittlich 665 Millimetern fallen großteils in der Zeit von November bis April, in den Monaten Juli bis September regnet es kaum. Die Durchschnittstemperatur schwankt zwischen 21,1 Grad Celsius im Juli und 25,4 Grad im Oktober.
Der Bezirk grenzt im Westen an die Region Tabora, im Süden die Region Mbeya und sonst an Bezirke des Distrikts Itigi:
|        | Mwamagembe                                  |                     |
| Kiloli | Kompassrose, die auf Nachbargemeinden zeigt | Rungwa-Wildreservat |
|        | Chunya                                      |                     |

## Gliederung
Der Bezirk besteht aus einer Gemeinde (swahili Mtaa) mit fünf Orten (Kitongoji):
| Rungwa - Stesheni - Majengo - Game - Mkola A - Mkola B |

## Wirtschaft und Infrastruktur
- Bildung: Die Rungwa Secondary School ist eine staatliche weiterführende Schule, die Tages- und Internatsschüler bis zur 4. Stufe ausbildet.[9]
- Gesundheit: Im Bezirk liegt ein staatliches Gesundheitszentrum.[10]
- Wildreservat: Der Bezirk grenzt an das 9000 Quadratkilometer große Rungwa-Wildreservat, das an den Ruaha-Nationalpark angrenzt.[11]
- Verkehr: In Rungwa zweigt die T22 von der Nationalstraße T8 ab. Beide Straßen sind nicht asphaltiert.[12]